# Zelluloid
Zelluloid — четвёртый студийный альбом немецкой группы Unheilig, вышедший в 2004 году.

## Об альбоме
Помимо стандартного издания, содержащего 14 композиций, Zelluloid выпускался в лимитированном издании, содержащем 2 бонус-трека — «Zeig mir, dass ich lebe» и «Wenn du lachst».
Композиции 14 и 15 присутствуют только на ограниченной редакции альбома.
Альбом является концептуальным. Во вступительной интерлюдии Граф приглашает слушателя окунуться в путешествие по его жизни и эмоциям. В частности, песня "Mein König" посвящена его деду.
Фанатами считается, что именно с этого альбома стоит начинать знакомиться с творчеством Графа.

## Список композиций
1. «Die Filmrolle» — 1:35
2. «Zauberer» — 4:10
3. «Hört mein Wort» — 4:50
4. «Willst du mich?» — 3:46
5. «Himmelherz» — 5:54
6. «Auf zum Mond» — 5:58
7. «Freiheit» — 5:22
8. «Herz aus Eis» — 5:08
9. «Sieh in mein Gesicht» — 4:22
10. «Mein König» — 5:16
11. «Fabrik der Liebe» — 5:21
12. «Tanz mit dem Feuer» — 5:33
13. «Feier dich!» — 4:48
14. «Zeig mir, dass ich lebe» (бонус ограниченного издания) — 4:08
15. «Wenn du lachst»  (бонус ограниченного издания) — 4:06
16. «Zelluloid» — 4:00